# 北九州市立泉台小学校
北九州市立泉台小学校（きたきゅうしゅうしりつ いずみだいしょうがっこう）は、福岡県北九州市小倉北区泉台にある公立小学校。

## 沿革
- 1956年（昭和31年） - 小倉市立泉台小学校として開校
- 1961年（昭和36年） - 創立5周年記念式典を挙行
- 1963年（昭和38年） - 北九州市発足に伴い北九州市立泉台小学校に改称
- 1968年（昭和43年） - 創立10周年記念式典を挙行
- 1968年（昭和43年） - 体育館落成
- 1969年（昭和44年） - プール完成
- 1972年（昭和47年） - 創立15周年記念式典を挙行
- 1976年（昭和51年） - 創立20周年記念式典を挙行
- 1985年（昭和60年） - 創立30周年記念式典を挙行
- 1995年（平成7年） - 創立40周年記念式典を挙行
- 2005年（平成17年） - 創立50周年記念式典を挙行
- 2010年（平成22年） - 太陽光発電設備を設置

## 交通
- 西鉄バス到津の森公園前バス停下車、徒歩約7分

## 著名な出身者
- 北条司（漫画家）
- 服部誠太郎（福岡県知事）
- 小田彩加  (元HKT48 4期生)

## 卒業後の進路
公立学校の場合、北九州市立篠崎中学校へ進学する。

## 周辺
- 九州歯科大学
- 九州歯科大学付属病院
- 慶成高等学校
- 東筑紫学園高等学校・照曜館中学校
- 福岡県立小倉西高等学校
- 小倉金鶏郵便局